# Даглас Макартур
Даглас Макартур (енгл. Douglas MacArthur; Литл Рок, 26. јануар 1880 — Вашингтон, 5. април 1964) био је амерички генерал из Првог светског, Другог светског и Корејског рата. Једна је од кључних фигура савезничке победе у Другом светском рату. Даглас Макартур је најодликованији официр у историји Оружаних снага САД.
Даглас Макартур је био егоцентричан генерал. Без резерве је истицао себе и властите заслуге, док је своје подређене држао у анонимности. У историју улази и као појава: истицао се својом генералском капом, која је била комбинација капе филипинског маршала и америчког генерала, као и Реј Бан наочарима.

## Младост и образовање
Као син генерала Артура Макартура, активног у Америчком грађанском рату, детињство је провео у гарнизонима. Године 1903. завршио је војну академију Вест Поинт као први у класи. Само два питомца у историји Академије имају боље резултате и оцене од њега.

## Каријера пре Другог светског рата
Учествује у Првом светском рату у Француској где постаје командант бригаде. У међуратном периоду начелник је војне академије Вест Поинт, где модернизује програм, а између 1922. и 1930. на служби је на Филипинима где је командант америчке војске од 1926. до 1930. Године 1925. постаје генерал-мајор, најмлађи са таквим чином. Године 1928. води амерички олимпијски одбор на играма у Амстердаму.
Године 1930. постаје начелник генералштаба копнене војске, такође најмлађи на тој функцији, па му је привремено додељена четврта генералска звездица. Спровео је знатне реорганизације у војсци.
Године 1932. године организовао је контроверзну акцију избацивања ратних ветерана Првог светског рата из касарни у Вашингтону где су протестовали против савезне владе која им наводно није исплатила сва дуговања. У акцији у којој је употребљен и сузавац, погинуло је двоје људи а стотине су биле повређене. Године 1935. године Филипинима је додељена ограничена независност па је први председник те земље, Мануел Квезон, затражио од Макартура да организује филипинску војску. Служба у америчкој војсци престаје му 1937, а 1941. постаје филипински фелдмаршал. Председник САД Френклин Делано Рузвелт га реактивира и поставља за команданта америчких снага на Далеком истоку стационираних у Манили.

## Други светски рат
По избијању Другог светског рата постаје савезнички командант на Филипинима. Пред надолазећим јапанским снагама концентрисао је своје снаге на утврђеном острву Корегидор. Макартурове трупе нису имале никаквих изгледа пред бројчано надмоћнијим Јапанцима, па председник Рузвелт наређује Макартуру да напусти своје јединице и да се повуче у Аустралију. Макартур прво одбија али је присиљен да испоштује наређење. Своје чувено обећање "Вратићу се", које је америчка пропаганда користила у промотивне сврхе, понављао је у свим својим јавним говорима, па је постало једна од најславнијих изјава у Другом светском рату. У Аустралији, прво у Мелбурну а потом у Бризбејну, у координацији са морнаричким штабом на Хавајима, командује савезничким снагама на пацифичком ратишту. Постаје врховни командант савезничких снага у јужнопацифичкој зони.
Године 1944, након савезничке победе у бици за Филипине, враћа се у Манилу где поставља свој штаб одакле командује завршним акцијама против Јапана. Исте године Сенат му додељује пету генералску звездицу. Био је противник употребе атомске бомбе против Јапана (види Атомска бомбардовања Хирошиме и Нагасакија).
Године 1945. на бојном броду УСС Мисури, усидреном у токијском заливу прима предају јапанских власти. Од 1945. до 1950. био је окупациони гувернер Јапана, један од креатора поратног јапанског устава. Својом аутократском владавином поставио је темеље за каснији спектакуларни развој те земље. Лично се заложио да се у Јапану сачува монархија и функција цара као симбола нацоналног јединства.
У раним 1950-им, хтео је на корејску границу да баци десетине "кобалт бомби" са појачаном радијацијом да би створио отровну препреку за кинеске трупе.

### Суђења за ратне злочине
Макартур је био одговоран за потврђивање и извршавање казни за ратне злочине које је утврдио Међународни војни трибунал за Далеки исток. Крајем 1945. савезничке војне комисије у бројним источњачким градовима су судили 5.700 Јапанаца, Тајванаца и Корејаца за ратне злочине. Око 4.300 је било осуђено, од тога скоро 1.000 је осуђено на смрт, а стотине су осуђене на доживотне затворе. Оптужнице су засниване на догађајима као што су Силовање Нанкинга, Батански марш смрти и масакр у Манили. Суђење у Манили генералу Томојукију Јамашити, јапанском команданту Филипина од 1944. је било критиковано јер је Јамашита обешен због Ивабучијевог масакра у Манили, који он није наредио и за који вероватно није био ни обавештен. Ивабучи се убио при крају битке за Манилу.
Макартур је дао имунитет Широу Ишију и другим члановима јединица за бактериолошка истраживања у замену за податке о биолошком ратовању заснованим током експериментима над људима. Такође је изузео јапанског цара и све чланове царске породице од умешаности у ратне злочине, међу којима су принчеви Чичибу, Асака, Такеда, Хигашикуни и Хиројасу, од кривичног гоњења. Макартур је потврдио да царева абдикација неће бити неопходна. Тиме је игнорисао савете многих чланова царске породице и јапанских интелектуалаца који су јавно тражили цареву абдикацију и увођење регенства.

## Корејски рат и повлачење
По избијању Корејског рата 1950. године Уједињене нације га постављају за команданта УН снага у Кореји. Спектакуларним маневром код Инчона натерао је севернокорејске снаге у повлачење до саме кинеске границе. Понесен успехом обећао је америчкој јавности „победу до Божића“, но након севернокорејске контраофанзиве улази у жестоки сукоб са тадашњим америчким председником Харијем Труманом, у вези с а политиком око Кине, тј. око наставка рата у Кореји, након чега га Труман смењује са свих функција 1951. године. Наиме Труман је хтео да употреби атомску бомбу, када је видео да губи рат.
После 11 година враћа се у САД где му је приређен тријумфални дочек, парада на Петој авенији у Њујорку и одржава говор у Сенату. Америка га слави као једног од највећих хероја, но кандидатура на председничким изборима 1952. године пропада након што се у јавности сазнало да је хтео да употреби атомску бомбу против Кине у Корејском рату. Сенатор Џозеф Мартин предлаже да му се додели шеста генералска звездица, чин генерала свих армија, али по неким наводима до овога није дошло услед противљења председника Ајзенхауера који га је сматрао грандиозним егоистом. Повлачи се из јавности и остатак живота проводи мирно у Њујорку. Године 1961. саветује председнику Кенедију да се повуче из Вијетнама. Написао је аутобиографију „Сећања“.
Додељен му је Краљевски орден Белог орла и око 100 других одликовања.